# Boarnferd
Boarnferd was een waterschap in het zuidwesten van Friesland van 1966 tot 1996. Het waterschap had zijn zetel in Heerenveen.
Het grondgebied lag in de gemeenten Boornsterhem, Heerenveen, Lemsterland, Opsterland en Skarsterlân en werd begrensd door de Boorne, de Nieuwe Vaart, de Tjonger, de zuidoever van het Tjeukemeer, Rijksweg 6, de Scharsterrijn, de Langweerderwielen, het Sneekermeer en het Prinses Margrietkanaal. De oppervlakte was ongeveer 27.000 hectare.
Boarnferd werd in 1966 opgericht als fusie van 13 waterschappen, 7 veenpolders en 34 particuliere polders. Aanvankelijk werd Boarnferd geleid door een voorlopig bestuur dat door Provinciale Staten werd ingesteld. De oude organisaties werden stap voor stap overgenomen. Pas in 1973 stond het geheel op eigen benen. Taak van het waterschap was naast het reguleren van het waterhuishouding ook het beheer van enkele zandwegen.
Per 1 januari 1997 ging het waterschap bij de tweede concentratie op in Wetterskip Boarn en Klif, die in 2004 weer opging in het huidige Wetterskip Fryslân.